# Per Kristoffersen
Per Kristoffersen (Fredrikstad, 12 de octubre de 1937-2 de marzo de 2023) fue un futbolista noruego que jugaba en la demarcación de delantero.

## Selección nacional
Jugó un total de 25 partidos con la selección de fútbol de Noruega. Debutó el 12 de junio de 1957 en un partido de clasificación para la Copa Mundial de Fútbol de 1958 contra Hungría que finalizó con victoria por 2-1. Además jugó la clasificación para la Eurocopa 1960, la clasificación para disputar los Juegos Olímpicos de Roma 1960, la clasificación para la Copa Mundial de Fútbol de 1966 y la clasificación para la Eurocopa 1968.

## Clubes
| Club           | País    | Año         | Partidos | Goles |
| -------------- | ------- | ----------- | -------- | ----- |
| Fredrikstad FK | Noruega | 1956 - 1969 | 194      | 145   |

## Palmarés

### Campeonatos nacionales
| Título          | Club           | País    | Año  |
| --------------- | -------------- | ------- | ---- |
| Tippeligaen     | Fredrikstad FK | Noruega | 1957 |
| Tippeligaen     | Fredrikstad FK | Noruega | 1960 |
| Tippeligaen     | Fredrikstad FK | Noruega | 1961 |
| Copa de Noruega | Fredrikstad FK | Noruega | 1957 |
| Copa de Noruega | Fredrikstad FK | Noruega | 1961 |
| Copa de Noruega | Fredrikstad FK | Noruega | 1966 |

### Distinciones individuales
| Título                            | Club           | País    | Año  |
| --------------------------------- | -------------- | ------- | ---- |
| Máximo goleador de la Tippeligaen | Fredrikstad FK | Noruega | 1957 |
| Máximo goleador de la Tippeligaen | Fredrikstad FK | Noruega | 1960 |
| Máximo goleador de la Tippeligaen | Fredrikstad FK | Noruega | 1961 |
| Máximo goleador de la Tippeligaen | Fredrikstad FK | Noruega | 1966 |